# Хо Еньді
Хо Еньді (кит. 霍恩第, пін. Huò Ēndì; 1836—1917) — китайський майстер та вчитель бойових мистецтв часів династії Цін, батько легендарного майстра китайських бойових мистецтв Хо Юаньцзя (1868—1910). За традицією, Хо Енді — наступник школи Міцзун'ї у шостому поколінні. Служив охоронцем караванів, що прямували на північний схід, до Маньчжурії.

## У популярній культурі
- У фільмі Джета Лі «Безстрашний» 2006 року роль Хо Еньді грає Коллін Чоу. За сюжетом фільму, він помер незадовго до того, як його син став відомим, але насправді Хо Еньді пережив свого сина на кілька років[2].
- У гонконзькому телесеріалі «Легендарний Фок» 2008 року роль Хо Енді зіграв актор Браян Люн.